# +1
+1 (também conhecido como Plus One e Shadow Walkers) é um filme de suspense e terror produzido nos Estados Unidos e dirigido por Dennis Iliadis. Lançado em 2013, foi protagonizado por Ashley Hinshaw, Rhys Wakefield e Natalie Hall.